# روبرت ميتشيل
روبرت ميتشيل (بالإنجليزية: Robert Mitchell)‏ (11 أبريل 1863 في أستراليا - 17 سبتمبر 1926 في أستراليا) هو لاعب كريكت أسترالي. لعب مع فريق فكتوريا للكريكت.

## وصلات خارجية
- روبرت ميتشيل على موقع إي آس بي آن كريك إنفو (الإنجليزية)